# Association de la montagne Sainte-Geneviève
L'association de la Montagne Sainte-Geneviève est une association loi de 1901 créée en 1993 et fédérant les établissements de recherche et d'enseignement supérieurs de la Montagne Sainte-Geneviève dans le Ve arrondissement de Paris.
Ses institutions-membres sont:
- L'école normale supérieure (ENS)
- L'école nationale supérieure de chimie de Paris (ENSCP)
- L'école supérieure de physique et de chimie industrielles de la ville de Paris (ESPCI ParisTech)
- L'Institut de biologie physico-chimique (IBPC)
- L'Institut Curie
- L'Institut de biologie du Collège de France[1]
- L'Institut national agronomique Paris-Grignon (INA P-G)

Bien que non-localisées sur la montagne même plusieurs universités ont le statut de membres associés il s'agit de 
- L'Université Paris Descartes (Paris 5)
- L'Université Pierre-et-Marie-Curie (Paris 6)
- L'Université Paris VII-Denis-Diderot (Paris 7)